# The Brain That Wouldn't Die
The Brain That Wouldn't Die, ook bekend als The Head That Wouldn't Die, is een Amerikaanse horrorfilm uit 1962. De film werd geregisseerd door Joseph Green.
De film gaat over een wetenschapper die menselijke lichaamsdelen levend houdt. Op een dag moet hij zijn talenten gebruiken om zijn vriendin levend te houden, maar dan gaat alles mis.
De film bevindt zich in het publieke domein en is daarom vrij verspreidbaar.

## Rolverdeling
| Acteur           | Personage          |
| ---------------- | ------------------ |
| Jason Evers      | Dr. Bill Cortner   |
| Virginia Leith   | Jan Compton        |
| Bruce Brighton   | Dr. Cortner senior |
| Anthony La Penna | Kurt               |
| Adele Lamont     | Doris Powell       |
| Bonnie Sharie    | Blonde stripper    |
| Paula Maurice    | Brunette stripper  |
| Marilyn Hanold   | Peggy Howard       |
| Arny Freeman     | fotograaf          |
| Fred Martin      | medisch assistent  |
| Lola Mason       | Donna Williams     |
| Doris Brent      | Verpleegster       |
| Bruce Kerr       | M.C.               |
| Audrey Devereau  | Jeannie Reynolds   |
| Eddie Carmel     | Monster            |
| Sammy Petrillo   | Art                |

## Ontvangst
Deze film staat bekend als cultklassieker. Hij werd gebruikt in de cultfilm-serie Mystery Science Theater 3000.